# Nupserha tessmanni
Nupserha tessmanni är en skalbaggsart som beskrevs av Stefan von Breuning 1958. Nupserha tessmanni ingår i släktet Nupserha och familjen långhorningar. Inga underarter finns listade i Catalogue of Life.